# Франц Хайнрих фон дер Кетенбург
Франц Хайнрих фон дер Кетенбург (на немски: Franz Heinrich (I.) von der Kettenburg; * 1576 в Аббебург в Херцогство Холщайн; † ок. 1670) е благородник от стария род фон дер Кетенбург в Мекленбург, таен съветник в Херцогство Саксония-Лауенбург и дрост.
Той е син на тайния съветник в Херцогство Саксония-Лауенбург Юрген фон дер Кетенбург († 1597) и съпругата му Маргарета фон Шак, дъщеря на Лоренц фон Шак († 1600) и Доротея фон Далдорф († сл. 1580). Внук е на Йохан фон дер Кетенбург († сл. 1567) и Гьодел фон Царнхаузен.
Фамилията се нарича от ок. 1488 г. „фон дер Кетенбург“ на на построения от нея замък Кетенбург в Херцогство Саксония-Лауенбург. Франц Хайнрих фон дер Кетенбург се мести в Мекленбург, където през 1621 г. купува за 50 000 талер рицарските имения Вюстенфелде и Матгендорф. След смъртта му именията му се разделят за известно време между синовете му. През 1662 г. син му Кристоф отново обединява собствеността.
Клонът Кетенбург измира през 1744 г.

## Фамилия
Франц Хайнрих фон дер Кетенбург се жени ок.	1610 г. за Доротея фон Цюлов (1583 – 1670), дъщеря на Кристоф фон Цюлов († сл. 1621) и Анна фон Лютцов († сл. 1610). Те имат три деца:
- Август Юлиус фон дер Кетенбург, женен за София фон Платен, дъщеря на Богислав фон Платен и Клара фон Ротермунд; имат дъщеря
- Анна Хедвиг фон дер Кетенбург, омъжена на 12 септември 1641 г. за Матиас фон Шперлинг (* 1598; † пр. 1649), син на Юрген фон Шперлинг († пр. 1620) и Аделхайд фон Смекер; имат син
- Кристоф фон дер Кетенбург (* 1611, Маргендорф, Мекленбург; † 1686, Маргендорф, Мекленбург), женен 	ок. 1640 г. за Хиполита фон Бюлов (* ок. 1614; † 1688, Маргендорф, Мекленбург), сестра на Паул Йоахим фон Бюлов (1606 – 1669), дъщеря на Йоахим фон Бюлов († 1640) и Илзаба фон Хан († сл. 1644); имат син и дъщеря